# Avenida de Asturias
La avenida de Asturias es una vía urbana del noroeste de la ciudad de Madrid.

## Características

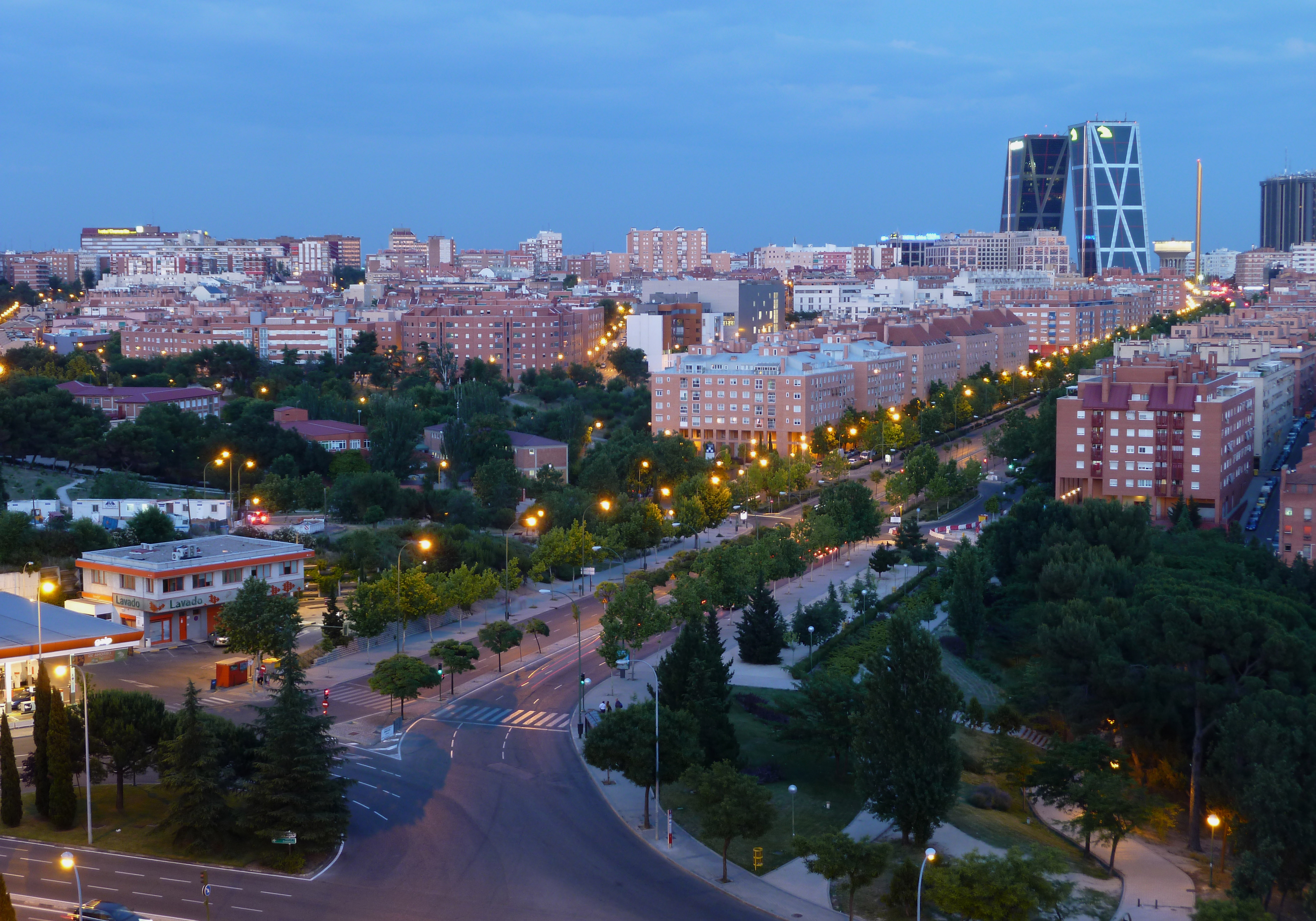
Vista crepuscular desde el barrio del Pilar con las torres de Puerta de Europa al fondo

Se encuentra situada en una vaguada de dirección E-O que separa La Ventilla y Valdeacederas, con una diferencia entre la cota superior en la plaza de Castilla y la inferior en el paseo de la Dirección de 32 metros. La vía, que comienza en la plaza de Castilla y termina en la calle de Sinesio Delgado, sirve también de enlace con el paseo de la Dirección y con la calle de Ginzo de Limia.
Obedece su construcción a la remodelación de la zona de la Ventilla, y constituye el eje esencial de dicho ámbito. La zona sobre la que se construyó, que coincidía con el trazado de la antigua «calle de los Curtidos», era un espacio con elevados niveles de deterioro urbano. Tramitada la reforma del ámbito mediante la modificación del Plan General de Ordenación Urbana de 1985, que buscaba de forma expresa la apertura de la avenida de Asturias, se produjeron las obras llevadas a cabo por el Instituto de la Vivienda de Madrid (IVIMA), que darían lugar al estreno de la nueva vía, con una sección total de 58 metros, en junio de 2000.